# L'home del castell
L'home del castell (títol original en anglès, The Man in the High Castle) de Philip K. Dick, és una novel·la d'història alternativa escrita el 1962 en què les les potències de l'eix van guanyar la Segona Guerra Mundial. La història té lloc l'any 1962, quinze anys després del final de la guerra el 1947, i representa la vida de diversos personatges que viuen sota el Japó imperial o l'Alemanya nazi mentre governen uns Estats Units dividits. El personatge titular és el misteriós autor d'una novel·la dins de la novel·la titulada The Grasshopper Lies Heavy, una història alternativa subversiva de la guerra en què les potències aliades són victorioses. Ha estat traduït al català per Martí Sales.
Les inspiracions temàtiques de Dick inclouen la història alternativa de la Guerra Civil americana, Bring the Jubilee (1953), de Ward Moore, i I Ching, un llibre xinès d'endevinació que apareix en la història i les accions dels personatges. L'home del castell alt va guanyar el Premi Hugo a la millor novel·la el 1963, i es va adaptar a la televisió per a Amazon Prime Video com The Man in the High Castle el 2015.

## Argument

### Antecedents

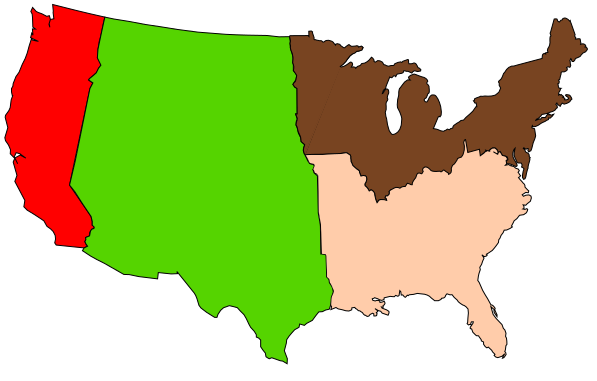
Un intent de dibuixar fronteres plausibles dels Estats Units dividits en quatre estats pel Japó imperial i l'Alemanya nazi a L'home del castell (1962):
Estats del Pacífic d'Amèrica
Estats de les Muntanyes Rocoses
Estats Units d'Amèrica
El sud

A la història alternativa L'home del castell, Giuseppe Zangara assassina el President electe Franklin D. Roosevelt el 1933, donant lloc a la continuació de la Gran Depressió i la política del no-intervencionisme dels Estats Units a l'inici de la Segona Guerra Mundial el 1939. La inacció estatunidenca permet a l'Alemanya nazi conquerir i annexionar-se l'Europa continental i la Unió Soviètica al Tercer Reich. Els extermini dels jueus, els romanís, el Estudiants de la Bíblia, els eslaus i tots els altres pobles que els nazis consideraven infrahomes. Aleshores, les potències de l'Eix van conquerir conjuntament Àfrica i encara competeixen pel control d'Amèrica del Sud el 1962. El Japó imperial va envair la Costa Oest dels Estats Units, mentre l'Alemanya nazi va envair la Costa Est; la rendició dels Aliats va posar fi a la Segona Guerra Mundial el 1947.
El 1962, el Japó imperial i l'Alemanya nazi són les superpotències mundials, lluitant en una guerra freda geopolítica al món, i en particular als antics Estats Units i Amèrica del Sud. El Japó va estendre la Gran Esfera de Coprosperitat de l'Àsia Oriental amb l'establiment dels Estats del Pacífic d'Amèrica (PSA), amb els Estats de les Muntanyes Rocalloses políticament neutrals actuant com a amortidor amb els estats nazis a l’est dels Estats Units. L'Amèrica del Nord nazi està formada per dos països: el El Sud, i la part nord-est dels antics Estats Units d'Amèrica contigus, que es coneix com "els Estats Units" al llibre, tots dos governats per règims titelles pronazis col·laboracionistes. Canadà segueix sent un país independent.
L'ancià Adolf Hitler està incapacitat per la sífilis terciària, Martin Bormann és el Canceller d'Alemanya en funcions i els nazis del cercle intern—Joseph Goebbels, Reinhard Heydrich, Hermann Göring, Arthur Seyss-Inquart—competen per succeir a Hitler com a Führer del Gran Reich Germànic. Tecnològicament, els nazis han drenat el mar Mediterrani per a lebensraum i terres de conreu, han desenvolupat i utilitzat la bomba d'hidrogen, han desenvolupat coets per viatjar per tot el món i cap a l'espai exterior, com ara les missions de colonització a la Lluna i als planetes Venus i Mart.

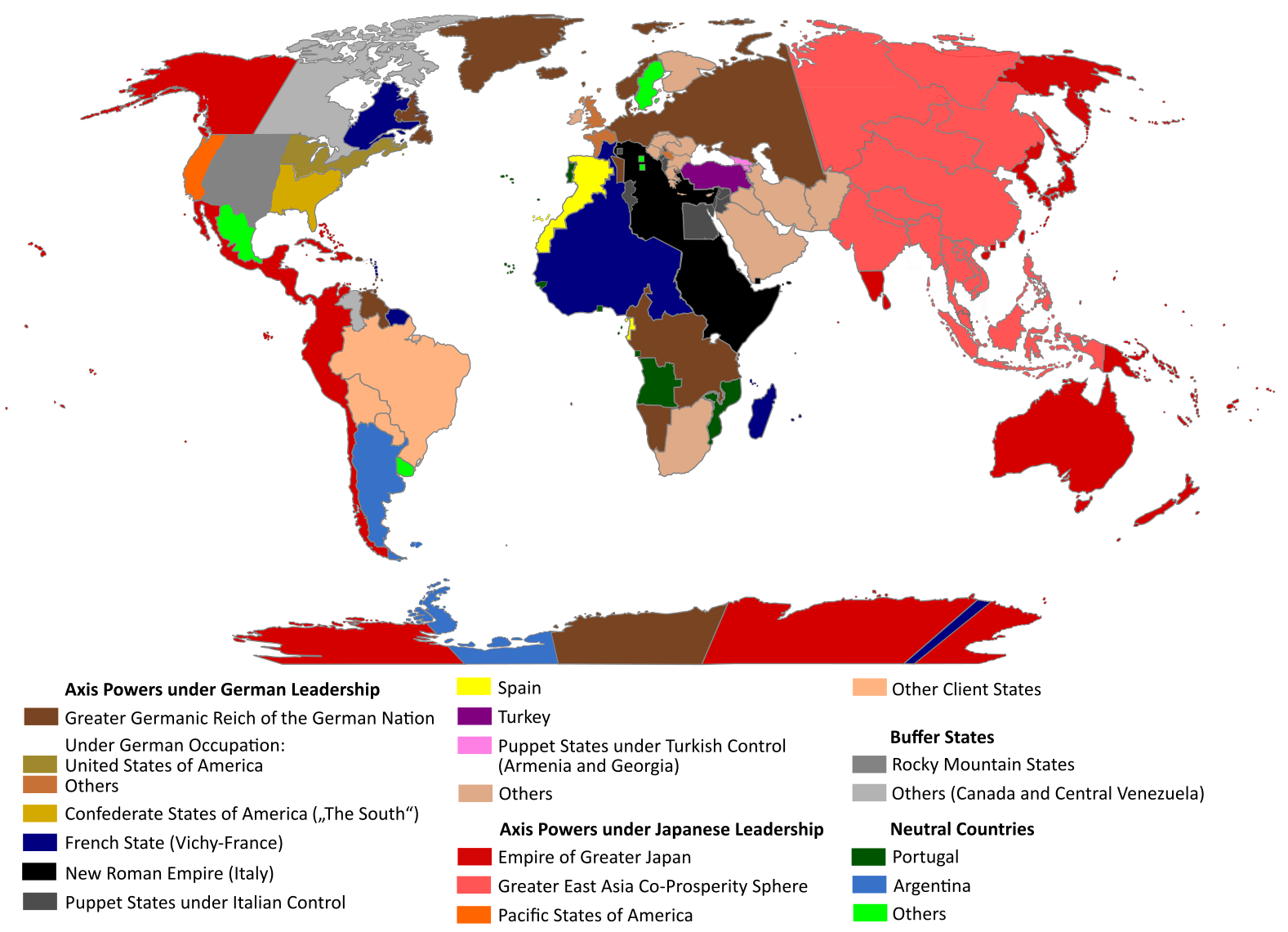
Mapamundi polític aproximat del 1962, quan transcorre la novel·la.

### Trama
El 1962, fa quinze anys que el Japó imperial i l'Alemanya nazi van guanyar la Segona Guerra Mundial. A San Francisco, als Estats del Pacífic d'Amèrica, el racisme institucional japonès ha esclavitzat els afroamericans i ha reduït els residents xinesos a ciutadans de segona classe. L'home de negocis Robert Childan hi té una botiga d'antiguitats especialitzada en Americana per a una clientela japonesa que fetitxitza artefactes culturals dels antics Estats Units. Un dia, Childan rep una sol·licitud de Nobusuke Tagomi, un alt funcionari comercial, que busca un regal per impressionar un industrial suec anomenat Baynes. Childan pot complir la sol·licitud d'en Tagomi perquè està ben proveït d'antiguitats falsificades fetes per la metal·lúrgica Wyndam-Matson Corporation.
Recentment acomiadat de la seva feina a una fàbrica de Wyndam-Matson, Frank Frink (abans Fink) és un jueu secret i veterà de guerra que accepta unir-se a un antic company de feina per iniciar un negoci de fabricació i venda de joies. Mentrestant, als Estats de les Muntanyes Rocalloses, l'exdona de Frank, Juliana Frink, treballa com a instructora de judo a Cañon City (Colorado) i, en la seva vida privada, ha entrat en una relació sexual amb Joe Cinnadella, un camioner i exsoldat italià.
Frink fa xantatge a la Wyndam-Matson Corporation per obtenir diners per finançar el seu negoci de joieria, amenaçant amb exposar a Childan que proveeixen d'antiguitats falsificades. Tagomi i Baynes es troben, però Baynes retarda repetidament la realització de qualsevol negoci real perquè espera un tercer del Japó. Els mitjans de comunicació nazis anuncien que el canceller de l'Alemanya nazi Martin Bormann ha mort després d'una curta malaltia. Childan porta algunes de les joies "autèntiques de metall" de Frink en remesa, per obtenir el favor d'un client japonès, que, per sorpresa de Childan, diu que posseeix molta consciència espiritual Wu. Juliana i Joe viatgen per carretera a Denver, Colorado, però en el camí Joe decideix impulsivament que facin un viatge secundari a Cheyenne, Wyoming, per conèixer Hawthorne Abendsen, el misteriós autor de La llagosta s'engreixa, una novel·la. de ficció especulativa que presenta una història alternativa de la Segona Guerra Mundial, on els Aliats derroten l'Eix. Els nazis el van prohibir als Estats Units, però els japonesos van permetre la seva publicació i venda als Estats del Pacífic d'Amèrica. Suposadament, Abendsen viu en una finca vigilada anomenada High Castle. Mentrestant, els mitjans de comunicació nazis informen al públic que Joseph Goebbels és el nou canceller de l'Alemanya nazi.
Després de molta demora, Baynes i Tagomi es troben amb el seu contacte japonès, mentre que el Sicherheitsdienst (SD), el servei de seguretat nazi, està a punt d'arrestar Baynes, que en realitat és el desertor nazi Rudolf Wegener. Baynes adverteix al seu contacte, un general japonès, de l'existència de l'Operació Dandelion, un pla de Goebbels per a un atac furtiu nazi a les Illes d'origen japonès, amb l'objectiu de destruir l'Imperi del Japó. Frink és exposat com un criptojueu i arrestat per la policia de San Francisco. En un altre lloc, dos agents SD s'enfronten a Baynes i Tagomi, que utilitza la seva antiga pistola americana per matar ambdós agents. A Colorado, Joe canvia la seva aparença i els seus gestos abans del viatge secundari al High Castle de Wyoming; Juliana dedueix que Joe té la intenció d'assassinar Abendsen. Joe es revela com un nazi suís quan confirma la seva intenció; la Juliana mata en Joe i va a avisar Abendsen.
Wegener torna a Alemanya i s'assabenta que Reinhard Heydrich (membre de la facció contra l'Operació Dandelion) ha llançat un cop d'estat contra Goebbels, per instal·lar-se com a canceller de l'Alemanya nazi. Tagomi està sorprès d'haver matat els agents SD i va a la botiga d'antiguitats per tornar a vendre la pistola a Childan; en canvi, sent l'energia espiritual d'una de les creacions de joieria de Frink, Tagomi compra les joies. Aleshores, Tagomi viu una intensa experiència espiritual durant la qual percep momentàniament una versió alternativa de San Francisco, evidenciada per l'autopista Embarcadero, que no ha vist mai i pel fet que els blancs no defereixen als japonesos.
Tagomi es reuneix més tard amb el cònsol alemany a San Francisco i obliga els alemanys a alliberar Frink, a qui Tagomi mai ha conegut, en negar-se a signar l'ordre d'extradició a l'Alemanya nazi. Juliana té una experiència espiritual quan arriba a Cheyenne. Ella descobreix que Abendsen viu amb la seva família en una casa normal, després d'haver abandonat High Castle a causa d'un canvi de visió de la vida; així la possibilitat de ser assassinat ja no el preocupa. Després d'evadir les preguntes de la Juliana sobre la seva inspiració literària, Abendsen diu que va utilitzar el I Ching, un llibre xinès d'endevinació, per guiar l'escriptura de la seva novel·la. Abans de marxar, Juliana dedueix llavors que Truth va escriure la novel·la per revelar la Veritat Interior que el Japó imperial i l'Alemanya nazi van perdre la Segona Guerra Mundial el 1945.

## La llagosta s'engreixa
Alguns personatges de L'home del castell llegeixen la popular novel·la La llagosta s'engreixa, de Hawthorne Abendsen, el títol de la qual els lectors presumeixen que deriva del fragment del vers de la Bíblia: "La llagosta serà un càrrega" (Eclesiastès 12:5). Com a història alternativa de la Segona Guerra Mundial, en què els aliats derroten les potències de l'Eix, el règim nazi prohibeix La llagosta s'engreixa al Sud, mentre que els Estats del Pacífic d'Amèrica permeten la publicació i venda de la novel·la contrafactual.:91
La llagosta s'engreixa postula que el president Roosevelt sobreviu a l'intent d'assassinat de 1933, però decideix no buscar la reelecció el 1940. El següent president, Rexford Tugwell, trasllada la flota estatunidenca del Pacífic de Pearl Harbor, salvant-la de l'atac de la Marina Imperial Japonesa, que assegura que el país estigui més ben equipat per lluitar durant la guerra.:70 Després d'haver conservat la major part de les seves capacitats militar-industrials, el Regne Unit contribueix més a l'esforç bèl·lic aliat, que facilita la derrota d'Erwin Rommel a la Campanya del Nord d'Àfrica. Els britànics lluiten contra els exèrcits de l'Eix a través del Caucas per unir-se a la Unió Soviètica i derrotar els nazis a la batalla de Stalingrad; el Regne d'Itàlia renuncia a la seva pertinença a l'Eix i traeix els nazis; l'Exèrcit Britànic s'uneix a l'Exèrcit Roig a la batalla de Berlín, la derrota decisiva de l'Alemanya nazi. Al final de la guerra l'any 1945, Hitler i els líders nazis són jutjats com a criminals de guerra i són executats,:131 amb les últimes paraules de Hitler  Deutsche, hier steh' ich ("Alemanys, aquí estic"), a imitació de Martí Luter.
Després de la guerra, Tugwell va promulgar el New Deal per als països del món, que va finançar una dècada de reconstrucció a la Xina i l'educació dels pobles analfabets dels països subdesenvolupats d'Àfrica i Àsia, que rebien aparells de televisió pels quals s'ensenya a llegir i escriure, s'ensenya a cavar pous i a depurar l'aigua. L'assistència financera del New Deal facilita a les empreses estatunidenques la construcció de fàbriques als països subdesenvolupats d'Àsia i Àfrica. La societat esetatunidenca és pacífica i harmoniosa i està en pau amb els altres països del món; la guerra acaba amb la Unió Soviètica. Deu anys després de la guerra, encara encapçalat per Winston Churchill, l'Imperi Britànic es va convertir en militarista, antiamericà i va establir camps de presoners a l'Índia per a súbdits xinesos considerats deslleials. Sospitant que els Estats Units estan patrocinant la subversió anticolonial del domini colonial britànic a Àsia, Churchill provoca una guerra freda per a l'hegemonia global; la rivalitat geopolítica condueix a una guerra angloamericana guanyada pel Regne Unit.:169–172

## Inspiracions
Dick va dir que va imaginar la història de L’home del castell (1962) a partir de la seva lectura de la novel·la Bring the Jubilee (1953), de Ward Moore, que és una història alternativa de la guerra civil dels EUA guanyada per la Confederació. A la pàgina d'agraïments de L'home del castell, Dick esmenta les influències temàtiques de la història popular The Rise and Fall of the Third Reich: A History of Nazi Germany (1960), de William L. Shirer; la  biografia Hitler: A Study in Tyranny (1952), d’Alan Bullock; els diaris de Goebbels (1948); Foxes of the Desert (1960), de Paul Carrell; i la traducció feta el 1950 de I Ching, per Richard Wilhelm. Com a novel·lista, Dick va utilitzar l'"I Ching" per elaborar els temes, trama i història de L'home del castell, els personatges del qual també utilitzen l'I Ching per informar i guiar les seves decisions.
Dick cita les influències temàtiques de la poesia japonesa i tibetana en la narració de L'home del castell; (i) El haiku de la pàgina 48 de la novel·la és del primer volum de l' Anthology of Japanese Literature (1955), editat per Donald Keene; (ii) el poema waka de la pàgina 135 és de Zen and Japanese Culture (1955), de D. T. Suzuki i (iii) el llibre tibetà dels morts, el Bardo Thodol (1960), editat per Walter Evans-Wentz i esmenta les influències sociològiques de la novel·la expressionista Miss Lonelyhearts (1933), de Nathanael West, en què un reporter de diari descontent escriu amb pseudònim la columna de consells "Miss Lonelyhearts", a través de la qual dispensa consells a lectors emocionalment abandonats durant la Gran Depressió. Malgrat la seva feina com a Miss Lonelyhearts, el reporter busca consol en la religió, la promiscuïtat sexual, les vacances rurals i molta feina; cap activitat li proporciona una sensació d'autenticitat personal derivada del seu compromís intel·lectual i emocional amb el món.:118

## Recepció
Avram Davidson va elogiar la novel·la com una "obra de ficció superior", citant l'ús de Dick de l'"I Ching" com "fascinant". Davidson va concloure que "Tot és aquí: extrapolació, suspens, acció, art, filosofia, argument [i] personatge".Per L'home del castell Dick va obtenir el Premi Hugo a la millor novel·la de 1963.En una ressenya d'una reedició de butxaca de la novel·la, Robert Silverberg va escriure a la revista Amazing Stories: "La prosa de Dick crepita d'emoció, els seus personatges són vívidament reals, la seva trama és impressionant".
A The Religion of Science Fiction, Frederick A. Kreuziger explora la teoria de la història implicada per la creació de Dick de les dues realitats alternatives.
| « | No obstant això, cap dels dos mons, la versió revisada del resultat de la Segona Guerra Mundial ni el relat fictici del nostre món actual, no són gens semblants al món que coneixem. Però podrien ser-ho! D'això tracta el llibre. El llibre argumenta que aquest món, descrit dues vegades, encara que cada vegada de manera diferent, és exactament el món que coneixem i estem familiaritzats. De fet, és l'únic món que coneixem: el món de l'atzar, la sort, el destí. | » |

En la seva introducció a l'edició de la Folio Society de la novel·la, Ursula K. Le Guin escriu que L’home del castell "pot ser la primera i gran contribució duradora que la ciència-ficció va fer a la literatura estatunidenca".

## Adaptacions

### Audiollibre
El 1997 es va publicar un audiollibre íntegre The Man in the High Castle, llegit per George Guidall i amb una durada aproximada de 9,5 hores en set cassets d'àudio. L'any 2008 Blackstone Audio va publicar una altra versió íntegra d'audiollibre, llegida per Tom Wyner (acreditat com a Tom Weiner) i amb una durada d'aproximadament 8,5 hores. set CDs. L'any 2014 Brilliance Audio va publicar una tercera gravació d'audiollibres íntegres, llegida per Jeff Cummings amb una durada de 9 hores 58 minuts.

### Televisió
Després de diversos intents d'adaptar el llibre a la pantalla, l'octubre de 2014, la unitat de producció cinematogràfica d'Amazon va començar a filmar l'episodi pilot de The Man in the High Castle a Roslyn (Washington), per al seu llançament a través del servei de transmissió de vídeos web Amazon Prime. L'episodi pilot va ser llançat per Amazon Studios el 15 de gener de 2015, i va ser el "pilot més vist mai" d'Amazon segons el vicepresident d'Amazon Studios, Roy Price. El 18 de febrer de 2015, Amazon va donar llum verda la sèrie. El programa es va convertir en disponible per a streaming el 20 de novembre de 2015.

## Seqüela incompleta
En una entrevista de 1976, Dick va dir que tenia previst escriure una novel·la seqüela de L’home del castell: "I així no hi ha cap final real. M'agrada considerar-lo com un final obert. Faré una seqüela en algun moment." Dick va dir que havia "començat diverses vegades a escriure una seqüela", però va avançar poc, perquè estava massa pertorbat per la seva investigació original per a L'home del castell i no podia suportar mentalment "tornar enrere i llegir de nou sobre els nazis". Va suggerir que la seqüela seria una col·laboració amb un altre autor:
| « | Algú hauria d'entrar i ajudar-me a fer-ne una seqüela. Algú que tingués estómac per la resistència per pensar en aquestes línies, per ficar-se al cap; si comences a escriure sobre Reinhard Heydrich, per exemple, t'has de posar a la seva cara. T'imagines posar-te a la cara de Reinhard Heydrich? | » |

Dos capítols de la seqüela proposada es van publicar a The Shifting Realities of Philip K. Dick, una col·lecció dels seus assajos i altres escrits. Finalment, Dick va admetre que la seqüela proposada es va convertir en una novel·la sense relació, The Ganymede Takeover, coescrita amb Ray Nelson (conegut per escriure el conte "Eight O'Clock in the Morning" filmat com a They Live).
Es rumoreja que la novel·la de Dick Radio Free Albemuth va començar com una seqüela de L'home del castell. Dick va descriure l'argument d'aquesta primera versió de Radio Free Albemuth—llavors titulada VALISystem A—escrivint:
| « | ... una ETI [intel·ligència extraterrestre] divina i amoros ;... ajuda [a] Hawthorne Abendsen, el protagonista-autor de [L’home del castell], continua en la seva difícil vida després que la policia secreta nazi finalment el descobríss... VALISystem A, situat a l'espai profund, veu a això que res pot impedir que Abendsen acabi la seva novel·la. | » |

La novel·la finalment es va convertir en una nova història sense relació amb L'home del castell. Dick finalment va abandonar el llibre Albemuth, inèdit durant la seva vida, tot i que algunes parts es van recuperar i es van utilitzar per VALIS de 1981. Radio Free Albemuth es va publicar el 1985, tres anys després de la mort de Dick.